# Türkischrotöl
Türkischrotöl, auch Tournantöl, ist ein Gemisch aus  Rizinusöl, Rizinolsäure und ihrem Schwefelsäureester, Dihydroxystearinsäure und ihrem Schwefelsäureester, Polyrizinolsäuren sowie Rizinolsäureanhydriden und -lactonen.  

## Geschichte
Der deutsche Chemiker und Naturwissenschaftler Friedlieb Ferdinand Runge
stellte im Jahr 1834 einen Vorläufer der modernen synthetischen Tenside her, indem er Olivenöl mit Schwefelsäure „sulfonierte“. Später wurde das Olivenöl in der Rezeptur durch das billigere Rizinusöl ersetzt. Ergebnis war das Türkischrotöl.

## Herstellung
Türkischrotöl wird durch die Einwirkung von konzentrierter Schwefelsäure auf Rizinusöl bei Raumtemperatur gewonnen, indem man das Reaktionsgemisch anschließend mit Natronlauge oder Ammoniak neutralisiert. Die bei der Neutralisation entstehenden Salze von Carbonsäuren und Sulfonsäuren können – ähnlich wie Seife – Fette und Öle emulgieren und wirken reinigend.

## Eigenschaften
Es handelt sich um eine klare, meist braungelbe bis dunkelrote Flüssigkeit, deren Dichte bei 1,039 g·cm−3 liegt und die vollständig mischbar mit Wasser ist.

## Verwendung
Türkischrotöl wurde früher in der Türkischrotfärberei als flüssiges Textilhilfsmittel eingesetzt. In der Textilindustrie wird es zum Bleichen, Färben, Drucken und für die Appretur eingesetzt.